# خلنج خلاب
خلنج خلاب (الاسم العلمي:Erica formosa) هو نوع من النباتات يتبع جنس الخلنج من الفصيلة الخلنجية.